# Bajak III
Bajak III is een bestuurslaag in het regentschap Bengkulu Tengah van de provincie Bengkulu, Indonesië. Bajak III telt 507 inwoners (volkstelling 2010).